# Chilango
El término chilango se usa para referirse a una persona habitante de la Ciudad de México según la Real Academia Española.
El concepto es controvertido, debido principalmente a su marcado origen de connotación negativa, pero su uso se ha difundido tanto en las últimas décadas que la mayoría usa el apodo con humor o naturalidad y en algunos casos de manera despectiva o de rechazo hacia los mexicanos del centro del país.  
En diversos diccionarios se lee que el origen del término es profundamente despectivo, teniendo su origen en dos palabras, del náhuatl chile (fruto, pimiento picante usado ampliamente en las culturas de Mesoamérica) y chango (vocablo coloquial para referirse a los primates arborícolas de África) siendo chilango una mezcla despectiva entre ambos vocablos. Este gentilicio, según algunos autores que pudieran estar influidos, supuestamente era usado exclusivamente para referirse a las personas de las castas inferiores de la ciudad. Esto es posible entenderlo proveniente de las castas altas mexicas que acostumbraban gentilicios denigrantes para referirse a sus vasallos y a sus enemigos sometidos, como es el caso del vocablo tarasco (cuñado) despectivo para referirse a un habitante oriundo del pueblo purépecha.
Según esta hipótesis, el vocablo pudiera tener su origen desde tiempos en que la ciudad (Tenochtitlan) era gobernada por los mexicas y muchos de sus habitantes eran vasallos que sobrevivían en un sistema de clases, en el que los habitantes de más bajo rango y más numerosos eran sistemáticamente controlados por acciones y tradiciones sociales de subordinación y sometimiento. Algunos antropólogos concluyen que el pueblo aceptaba ese sistema por no tener un contraste social con el cual comparar la vida en el señorío mexica con otras formas sociales de vida en Mesoamérica. Sin embargo, estudios más profundos sobre la vida en otros señoríos prehispánicos cercanos al imperio Mexica, muestran que esos pueblos no vivían bajo regímenes socialmente tan violentos como el que se ha descubierto practicaban los mexica. Los casos de los señoríos de Zempoala, los asentamientos otomíes, la civilización de los zapotecas en Oaxaca y el caso del llamado imperio Purépecha, demuestran que esa afirmación de "normalidad social" de Tenochtitlan y de los dominios mexicas no era aceptada tan voluntariamente por los habitantes de las castas inferiores avasalladas. La rápida destrucción de todos los símbolos arquitectónicos mexicas por parte del pueblo, aunque obedeciendo al liderazgo de los españoles conquistadores, es otro hecho histórico que hace suponer que fue una reacción popular masiva emprendida con convicción por pueblos otrora sometidos al terror mexica.

## Historia
Darío Rubio lo registra en 1925 en su obra Estudios lexicográficos. La anarquía del lenguaje en la América española. El término defeño es muy reciente, y Juan Palomar de Miguel fue el primero en registrarlo en 1991 en su Diccionario de México. Parece corresponder al momento en el que la Ciudad de México cubría la extensión del Distrito Federal, aunque eleva unas siglas administrativas a la categoría de patria chica, teniendo poca aceptación en el habla común.[cita requerida]
El primer lexicógrafo que la registra es Alfred Bruce Gaarder en 1954, en su obra El habla popular y la conciencia colectiva, en una lista de gentilicios mexicanos, donde viene como “chilango... México. DF”. Francisco J. Santamaría la define en 1959 en su Diccionario de mexicanismos como una “variante de shilango, usada en Veracruz”, afirmando que proviene “del maya xilaan, pelo revuelto o encrespado” y que es “apodo popular que en Veracruz se da al habitante del interior, en especial al pelado de México”. Juan M. Lope Blanch, en El léxico indígena en el español de México (1969), acepta el origen maya de chilango y su carácter peyorativo, incluyéndolo en una lista de indigenismos que “forman parte del vocabulario vivo de la Ciudad de México”.[cita requerida]
César Corzo Espinosa lo registra en Chiapas en 1978 como nahuatlismo, del término chil-lan-co (“en donde están los colorados”), conociéndose con este apodo a los habitantes de la Ciudad de México, aludiendo al color de su piel, enrojecida por el frío, que se aplicaba a los aztecas por los nahuas del golfo de México”, justificando también que se llame "guachinangos" a los habitantes del Altiplano, en alusión al Lutjanus campechanus, pez rojo, especie de pargo colorado, como los cachetes de los arribeños, como lo hizo José Miguel Macías, en su Diccionario cubano.[cita requerida]
Con la declaratoria de constitucionalidad de la Reforma Política hecha el 21 de enero de 2016, en la cual se contempla el cambio del nombre México, D. F., por el de Ciudad de México, se propone el gentilicio  mexiqueño sugerido por el Diccionario de la lengua española de la Asociación de Academias de la Lengua Española (ASALE), en su edición del 2014.[cita requerida]

## Origen
El ensayista mexicano Gabriel Zaid en su artículo "Chilango como gentilicio" escribe que chilango es una variación que se realizó en el Estado de Veracruz de la palabra chilango que proviene del maya xilaan que significa "desgreñado". En el mismo artículo se hace referencia a César Corzo Espinosa quien propuso que chilango tiene un origen náhuatl en la palabra chilan-co que significa "donde están los colorados" y que hace alusión al color de piel de los habitantes de la Ciudad de México.
También se destaca que el Dr. Miguel Escalona[¿quién?], quien abanderó el movimiento de las regiones más pobres del Distrito Federal durante la Guerra de los pasteles, hizo llamar a su puñado de hombres armados el pelotón de los chilangos.
Se dice también[¿quién?] que el término fue utilizado por primera vez en Veracruz. En tiempos pasados, la mayoría de los delincuentes condenados eran enviados al Distrito Federal para concentrarlos y posteriormente enviarlos a la cárcel de San Juan de Ulúa en Veracruz. Al llegar al puerto, los presos eran atados de manos y formados en hilera en forma similar, decían ellos, a una chilanga, conocida en ese entonces, como un atado de chiles. De ahí que el chilango se asocie con aquellos "delincuentes" provenientes del Distrito Federal.
Otra teoría es que el término chilango era el referente a una laguna en la que confluían varios ríos; por analogía, la llegada de gente del exterior a Ciudad de México se comparaba con la llegada de ríos a la laguna, o bien al gran lago donde se estableció la Gran Tenochtitlán.
Según diversas versiones recopiladas del folklore popular, el gentilicio chilango fue adjudicado a los visitantes capitalinos y del Edo. de México por los lugareños de las playas del Edo. de Veracruz. El término fue adjudicado a los paseantes por la similitud de arribar multitudinariamente a las playas, en temporadas vacacionales como lo hacen los huachinangos, peces del golfo de color rojo, usándolo como arquetipo al color adquirido por los paseantes tras su exposición solar y degenerado de huachinango a chilango de boca en boca y de generación en generación.
En Yucatán se da un caso particular, ya que ahí se les llama "huaches" y existen varias hipótesis del porqué de ese nombre:
- A mediados de la década de 1910, el ejército del Gral. Salvador Alvarado entró en la ciudad de Mérida, Yucatán, y la mayoría de los militantes del contingente calzaban huaraches y de ahí derivó la palabra huach para referirse a dichos extraños.
- Se deriva de la expresión "watch out!" que pronunciaban los lugareños yucatecos ante la desconfianza y temor que les infundían los integrantes del ejército alvaradista.[5]
- Otro posible origen es la expresión "uá-paach" (alto y delgado) que utilizaban los antiguos mayas al referirse a los aztecas.[6]
- Una leyenda urbana dice que cuando las tropas llegaron marchando, sus botas emitían chillidos que parecían decir "uach" repetidamente.
- Podría derivar de huachinango es el término utilizado para denominar a los peces que pasan de aguas claras a aguas turbias, y que además del apócope Huach, Chilango (como sinónimo de huach) sea una transformación de Chinango (la segunda parte de la palabra) .[7]

La realidad es que se trata de un atavismo usado para nombrar a los huachichiles. El término originalmente significaba "cabeza colorada" pues estas personas se las pintaban de color rojo (Amador 1887). En Yucatán, su significado ha sufrido variaciones a través del tiempo, por ejemploː "ladrón" (Amador 1887), "sucio" (García 1930) o "fuereño" (Press 1975) al referirse de forma peyorativa a los habitantes del altiplano de México.
En la actualidad el término huach usa en Yucatán con humor y naturalidad, de la misma forma en que se utiliza el gentilicio chilango.

## Discusión
Se debe de aclarar que la definición del concepto chilango está llena de imprecisiones, puesto que no todos están de acuerdo en cuáles habitantes sí son chilangos y cuáles no. Las diversas conceptualizaciones de chilango muestran una variación marcadamente territorial, pues éstas difieren de acuerdo a las distintas entidades políticas que conforman la metrópoli. Entre habitantes de los municipios conurbados del estado de México predomina la opinión de que los chilangos son exclusivamente los habitantes de la Ciudad de México, en tanto que ellos no lo serían.,[cita requerida]
Por otro lado, la percepción del concepto también es diversa. Así, en tanto una gran proporción de los habitantes de la Ciudad de México y su área metropolitana reniegan de que se les denomine de tal manera, y descalifican el concepto y su aplicación tanto por cuestiones morales como etimológicas, otra gran proporción lo reivindica como un motivo de orgullo y lo acepta y utiliza cotidianamente. Ello ha derivado en que se hayan propuesto diferentes palabras para describir lo mismo, tales como capitalino, defeño o mexiqueño; incluso mexiquense; pero ninguno ha resultado ser adecuado, ni universalmente aceptado.
En realidad, no existe un gentilicio para describir a todos los habitantes de la Zona Metropolitana del Valle de México, sino gentilicios que describen a los habitantes de los distintos territorios de los que se conforma la metrópoli. El antiguo director de la Academia Mexicana de la Lengua, José G. Moreno de Alba, ha discutido que la ausencia de un gentilicio para la metrópoli se debe, principalmente, a que el nombre de la Ciudad de México es el mismo que el del país, y de uno de sus estados federativos. Esto favorece que la palabra chilango, utilizada como gentilicio, se preste como solución a un viejo conflicto: el de otorgar un gentilicio a todos los habitantes de la Zona metropolitana del valle de México.
De acuerdo con Gabriel Zaid, cuando se emplea la palabra capitalino, esta refiere a la Ciudad de México, la capital del país, aunque con el inconveniente de que éste es un término genérico para todas las capitales de estados y países. La controversia ha llevado a propuestas tan variopintas como ciudadanos de la capital y city mexiquenses; pero, al final se espera que sea la costumbre la que imponga el concepto final. Debe de aclararse que capitalino o cualquiera otra propuesta, excluye al resto de los habitantes de la metrópoli, la cual no se conforma exclusivamente por la Ciudad de México, sino también por municipios del estado de México.
Por otro lado, defeño parece una palabra que corresponde al momento en el cual la Ciudad de México cubría aproximadamente la extensión del antiguo Distrito Federal, equivalentes territorialmente, y que tomaba prestadas las siglas del mismo―D.F.―, para emplearlas como el nombre del lugar. A pesar de que de manera coloquial los mexicanos comprenden universalmente que el Distrito Federal y el Deefe eran dos nombres para un mismo territorio, la vigencia de esta palabra ha finalizado, en tanto se derogó el Distrito Federal de los Estados Unidos Mexicanos, y ha condenado al término al desuso. Además, si bien este concepto es comprendido por los mexicanos, no así por los extranjeros, sin saber previamente el significado de las siglas. En añadidura, este concepto también reviste del inconveniente de incluir exclusivamente a las personas residentes del antiguo Distrito Federal, hoy la Ciudad de México, y de excluir explícitamente a los demás habitantes del resto de la metrópoli.[cita requerida]
Por último, la palabra mexiqueño, la cual es reciente, propuesta en el 2001 por el Diccionario de la lengua española con la colaboración de la Academia Mexicana de la Lengua, es el más reciente de todos los términos, producto de un fenómeno social, sobre todo entre la población de mediano y alto nivel social, y es la denominación autopropuesta oficialmente como el gentilicio de la Ciudad de México, en enero del 2016. Nuevamente, este vocablo está definido como natural de la Ciudad de México, capital de la República Mexicana, y también adolece de la misma desventaja fundamental de la mayoría de los términos propuestos como gentilicios, pues incluye exclusivamente a las personas residentes de la Ciudad de México, y excluye explícitamente a los demás habitantes del resto de la metrópoli.
Sin embargo, históricamente y en todo el país, el término chilango ha descrito a las personas de la ciudad capital, indistintamente de que la Ciudad de México haya rebasado sus límites políticos para alcanzar los territorios adyacentes cuando ésta fue creciendo. Ello da como resultado que, por extensión, el gentilicio abarque a todos los habitantes de la zona metropolitana del valle de México, la cual incluye a las demarcaciones territoriales de la Ciudad de México―antes conocido como Distrito Federal―; a los municipios metropolitanos que rodean a la Ciudad de México por el oeste, el norte y el este, ya sean conurbados o no, los cuales pertenecen al estado de México, y por último, posiblemente también, a Tizayuca, el único municipio metropolitano del estado de Hidalgo. Este gentilicio también puede ser utilizado como sustantivo, para denominar a alguien originario de la Ciudad de México y su área metropolitana, o a alguna cosa procedente de ésta. Se debe mencionar que, en ocasiones, el término también hace referencia a los habitantes del centro del país, indistintamente de que vivan o no en la metrópoli de la Ciudad de México; no obstante, el contexto en el cual se emplea ayuda a aclarar esta ambigüedad.[cita requerida]